# 中越通運
中越通運株式会社（ちゅうえつつううん、Chuetsu tsuun Co.）は、新潟市中央区に本社を置く通運会社である。中越運送の関連会社であり、新潟県を中心に全国で物流事業を行っている。

## 沿革
- 1970年12月 - 資本金3,000万円で設立
- 1976年3月 - 東京事務所を設置
- 1983年2月 - 大阪営業所を開設
- 1985年5月 - 首都圏を事業区域とする一般区域免許が認可され埼玉営業所を開設
- 1994年12月 - LEC事業部を分社化し、中越クリーンサービスを設立
- 1995年10月 - キャリアーに特化した中越ロジテムを設立
- 2005年9月 - 資本金を3億5千万円に増資
- 2011年12月 - 株式会社カオスを設立（システム開発業）
- 2019年10月 - 株式会社テッパを設立（システム開発業）
- 2021年10月 - 資本金を1億円へ減資